# Коул, Тейлор
Те́йлор Куи́н Ко́ул (англ. Taylor Quinn Cole, род. 29 апреля 1984 года, Арлингтон (Техас), США) — американская актриса и фотомодель.

## Биография
Родилась в городе Арлингтон, штат Техас, США, дочь Деборы Куин и падчерица актёра Шона Кристиана, имеет единоутробного брата Кэмерона. Играла в школьной команде по волейболу, с командой олимпийских юниоров путешествовала по стране. Позднее, как модель, продолжила путешествия по Италии, Франции, Германии, Австралии и другим странам. Переехала жить в Нью-Йорк.
В пилотной серии «Вечного лета» участвовала в качестве приглашенного актёра, после прослушивания была утверждена в роли Эрики Сполдинг. Сыграла роль Сары Блэйк в эпизоде «Происхождение» сериала «Сверхъестественное» в статусе приглашённой звезды. Снималась в гостевой роли сериала «Числа» на канале CBS. Сыграла Бьянку Десмонд в эпизоде криминального сериала «C.S.I.: Место преступления». Снялась в комедийном короткометражном фильме «That Guy» Дэша Майхока, в спортивной драме «Все, что есть у тебя» Нима Барнетта.
Участвовала в съемках клипов рок-группы Papa Roach «Scars» и Райана Кабрера «True». Снималась в рекламе: зубной пасты «Crest», дезодоранта «Old Spice», сумочек фирмы «Dooney & Bourke».
Исполнила роль Эрики Кессен в экшне «12 раундов» с Джоном Сина.
Снялась в музыкальном клипе Майера Хоторна The Walk.
Живёт в Лос-Анджелесе. Играет в волейбол, занимается карате, учится сёрфингу.

## Фильмография
| Год       |   | Русское название           | Оригинальное название          | Роль                        |
| --------- | - | -------------------------- | ------------------------------ | --------------------------- |
| 2006      | с | C.S.I.: Место преступления | CSI: Crime Scene Investigation | Бьянка Десмонд              |
| 2006—2013 | с | Сверхъестественное         | Supernatural                   | Сара Блэйк, 2 эпизода       |
| 2008      | в | День смеха                 | April Fool's Day               | Дезире Картье               |
| 2008      | ф | Под кайфом                 | Loaded                         | Алекс                       |
| 2008      | ф | Американец в Китае         | An American in China           | Дженнифер                   |
| 2008      | с | Не беспокоить              | Do Not Disturb                 | Таша                        |
| 2009      | с | Детектив Раш               | Cold Case                      | Никки Эткинс                |
| 2008—2009 | с | Герои                      | Heroes                         | Рейчел Миллс                |
| 2009      | ф | 12 раундов                 | 12 Rounds                      | Эрика Кессен                |
| 2009      | с | Мелроуз Плейс              | Melrose Place                  | Труди Чендлер               |
| 2009      | ф | Суррогаты                  | Surrogates                     | Женщина-адвокат             |
| 2010      | ф | Жестокий вид               | The Violent Kind               | Шейд                        |
| 2010      | с | Морская полиция: Спецотдел | Navy NCIS                      | Шарлотта Кук                |
| 2010      | с | Событие                    | The Event                      | Викки                       |
| 2010      | ф | Модник Мелвин              | Melvin Smarty                  | Джун                        |
| 2011      | ф | Зелёный Шершень            | Green Hornet                   | девушка в лимузине          |
| 2011      | с | Гавайи 5.0                 | Hawaii Five-0 2-23             | Хиллари                     |
| 2012      | с | Болота                     | The Glades                     | Дженнифер Старк, 8 эпизодов |
| 2013      | с | Касл                       | Castle                         | Реджина Кейн                |
| 2013      | с | Сверхъестественное         | Supernatural                   | Сара Блейк                  |
| 2013      | с | Эксперимент Ганцфельда     | The Ganzfeld Haunting          | Беккет                      |
| 2006      | с | Числа                      | Numb3rs                        | Брэнди                      |
| 2016—2017 | с | Древние                    | The Originals                  | София Воронова              |